# یانووو (شهرستان وومژا)
یانووو (به لاتین: Janowo) یک روستا در لهستان است که در گمینا وومژا واقع شده‌است.